# 阿道夫·巴隆切里
阿道夫·巴隆切里（義大利語：Adolfo Baloncieri，1897年7月27日—1986年7月23日），意大利男子足球运动员。他曾代表意大利参加1920年、1924年和1928年夏季奥林匹克运动会足球比赛，获得一枚铜牌。